# Xã Dudley, Quận Aurora, South Dakota
Xã Dudley (tiếng Anh: Dudley Township) là một xã thuộc quận Aurora, tiểu bang Nam Dakota, Hoa Kỳ. Năm 2010, dân số của xã này là 84 người.